# Heterolocha latifasciaria
Heterolocha latifasciaria är en fjärilsart som beskrevs av John Henry Leech 1897. Heterolocha latifasciaria ingår i släktet Heterolocha och familjen mätare. Inga underarter finns listade i Catalogue of Life.